# ピエール・バイヨ
ピエール・マリー・フランソワ・ド・サル・バイヨ（フランス語: Pierre Marie François de Sales Baillot、1771年10月1日 - 1842年9月15日）は、フランスのヴァイオリン奏者、作曲家。
フランス、パリのパッシーに生まれた。ヴァイオリンをジョヴァンニ・バッティスタ・ヴィオッティに学んだ後、パリ音楽院でヴァイオリンを教え、同じくヴィオッティの弟子だったピエール・ロード、ロドルフ・クロイツェルとともに、パリ音楽院ヴァイオリン科のための教本『ヴァイオリン演奏の方法論』を執筆し、1802年に出版された。その他、著作として、「ヴァイオリンの芸術」（1834年）がある。
また、ソロ・リサイタルだけでなく、オペラの指揮者、室内楽の演奏者としても活躍した。パリで没した。
なお、バイヨが使用していたストラディバリウスは、のちにジャック・ティボーが使用した。